# Eleições no Território Federal de Roraima em 1982
As eleições no território federal de Roraima em 1982 ocorreram em 15 de novembro como parte das eleições gerais em 23 estados e no território federal do Amapá. No presente caso, a Emenda Constitucional Número 22 determinou a eleição de quatro deputados federais para representar cada um dos territórios federais então existentes.

## Resultado da eleição para deputado federal
Conforme o Tribunal Superior Eleitoral, foram apurados 26.193 votos nominais (91,90%), 62 votos de legenda (0,22%), 983 votos em branco (3,45%) e 1.265 votos nulos (4,44%), resultando no comparecimento de 28.503 eleitores. Somando este número (76,47%) às 8.769 abstenções (23,53%), chegaremos a 37.272 eleitores inscritos.

### Chapa do PDS
| Candidatos a deputado federal em 1982 | Partido | Votação | Percentual | Cidade onde nasceu | Unidade federativa | Observações |
| Alcides Lima                          | PDS     | 6.254   | 22,96%     | Boa Vista          | Roraima            | [ 6 ]       |
| Mozarildo Cavalcanti                  | PDS     | 3.686   | 13,53%     | Boa Vista          | Roraima            | [ 7 ]       |
| João Fagundes                         | PDS     | 3.306   | 12,14%     | Uruguaiana         | Rio Grande do Sul  | [ 8 ]       |
| Júlio Martins                         | PDS     | 3.046   | 11,18%     | Boa Vista          | Roraima            | [ 9 ]       |
| Hélio Campos                          | PDS     | 2.407   | 8,84%      | Rio de Janeiro     | Rio de Janeiro     | [ 10 ]      |
| José Liberato da Silva                | PDS     | 751     | 2,76%      |                    |                    |             |
| Fontes:                               |         |         |            |                    |                    |             |

### Chapa do PMDB
| Candidatos a deputado federal em 1982 | Partido | Votação | Percentual | Cidade onde nasceu | Unidade federativa | Observações |
| Sílvio Leite                          | PMDB    | 4.171   | 15,31%     | Borba              | Amazonas           |             |
| Parimé Brasil                         | PMDB    | 835     | 3,07%      |                    |                    |             |
| Fernando Ramos Pereira                | PMDB    | 766     | 2,81%      |                    |                    |             |
| José Maria Barbosa                    | PMDB    | 618     | 2,27%      |                    |                    |             |
| Fontes:                               |         |         |            |                    |                    |             |

### Chapa do PDT
| Candidatos a deputado federal em 1982 | Partido | Votação | Percentual | Cidade onde nasceu | Unidade federativa | Observações |
| Waldecir João Fontana                 | PDT     | 261     | 0,96%      |                    |                    |             |
| Joselita Boyance Sancho               | PDT     | 68      | 0,25%      |                    |                    |             |
| Jorge Rosa e Silva                    | PDT     | 15      | 0,05%      |                    |                    |             |
| Fontes:                               |         |         |            |                    |                    |             |

### Chapa do PTB
| Candidatos a deputado federal em 1982 | Partido | Votação | Percentual | Cidade onde nasceu | Unidade federativa | Observações |
| Iranildo Roberto Sampaio de Souza     | PTB     | 8       | 0,03%      |                    |                    |             |
| Manoel Alves da Silva                 | PTB     | 1       | -          |                    |                    |             |
| Fontes:                               |         |         |            |                    |                    |             |